# 井原義則
井原 義則（いはら よしのり、1955年6月7日 - ）は日本のテノール歌手。

## 経歴
愛知県立芸術大学音楽学部声楽専攻卒業、同大学院修了。ウィーン・ゲーテアニッシェスコンセルヴァトリウム卒業。
故洞谷吉男、故小島琢磨、神田詩朗、故木下武久、中田淳子、故ヒルデ・レッセル＝マイダン、児井恵らに師事。
1986年「ウェストサイド物語」のトニー役で、第2回名古屋市芸術創造賞受賞。
1988年名古屋市新進芸術家海外派遣員として、ウィーンに短期留学。
1989年から3年間、あらためてウィーンに留学。
留学中、ブレゲンツ音楽祭等に出演。
南山高等中学校教諭（1980〜2005）を経て
愛知県立芸術大学非常勤講師（2008〜2022）、
名古屋芸術大学非常勤講師（2006〜2017）

## 現在
- 南山大学エクステンションカレッジ 講師
- 名古屋市文化振興事業団総合舞台芸術公演制作委員
- 名古屋市昭和文化小劇場 アドヴァイザー
- NHK文化センター 講師
- i cantanti(門下生の会) 主宰
- 男声合唱団 オオスシンガーズ 指揮者
- 女声合唱団 イデアーレ 指揮者

## 出演

### オペラ
- マルタ（ライオネル）
- コシ・ファン・トゥッテ（フェランド）
- フィガロの結婚（バジリオ・伯爵）
- ドン・ジョヴァンニ（オッタービオ）
- 魔笛（タミーノ）
- 真夏の夜の夢（ライサンダー）
- 秘密の結婚（パオリーノ）
- トゥーランドット（パン・皇帝）
- テレジアスの乳房（亭主）
- 「イッタリキタリ（ロベルト）」
- 「電話（ベン）」
- 「アメリア舞踏会へ行く（恋人）」

など

### 邦人作品
- 「海の子守唄（六朗治）」
- 「額田女王（大海皇子）」
- 「織部焼文様（古田織部）」
- 「琵琶白菊物語（藤原師長）」
- 「たらちね（喜やん）」「民吉（民吉）」
- 「宗春（宗春）」
- 「安珍と清姫物語（安珍）」
- 「花も花なれ（明智光秀＆織田信長）」
- 「忠臣蔵（大石内蔵助）」
- 「閻魔街道夢ん中（忠兵衛）」
- 「桜幻想（清吉）」
- 「ごんぎつね（いわし売り）」
- 「花も花なれ（織田信長＆明智光秀）」
- 「冥途の飛脚（忠兵衛）」
- 「人魚姫（王子役）」
- 「鏡の森の物語（オヨリ）」
- 「26人の殉教（バプチスタ神父）」
- 「男と女の物語1／2／3／4（男）」
- 「万葉集（中大兄皇子・草壁皇子）」
- 「芝浜（噺家＆魚屋 勝五郎）」
- 「小牧城物語（織田信長）」
- 「森は生きている（1月＆総理大臣）」
- 「月の影ー源氏物語ー（光源氏）」

など

### オペレッタ
- こうもり（アイゼンシュタイン・アルフレード）
- メリー・ウィドウ（ダニロ）
- 伯爵令嬢マリッツァ（タシロ伯爵）
- 天国と地獄（プルート）

など

### ミュージカル
- 「ウエストサイド物語（トニー）」
- 「ファンタスティックス（マット）」
- 「カルメン・ジョーンズ（ジョー／ホセ）」
- 「ドンキホーテの星（詩人ニコラス）」
- 「ラスト・メリークリスマス（ロバート）」
- 「ショーボート（ラベナル）」
- 「ボーイフレンド（パーシバル）」
- 「レ・ミゼラブル（ジャン・ヴァルジャン）」

など

### その他のコンサート
- リサイタル（美しき水車小屋の娘など多数）
- ジョイントリサイタル（詩人の恋など）
- ドイツ・オーストリア・ウクライナ・ニュージーランド・ハワイでコンサートを行う。
- その他多数のコンサートに出演

### 合唱ソロ
- メサイヤ（ヘンデル）
- レクイエム（モーツァルト・シューベルト・ドヴォルザーク）
- 第九交響曲（ベートーヴェン）
- 「荘厳ミサ曲（ベートーヴェン・フランク・グノー）
- 戴冠ミサ曲（モーツァルト）
- ミサブレビスKV220（モーツァルト）
- ミサブレイビスKV258（モーツァルト）
- クレドミサ（モーツァルト）
- ミサ曲 in B（モーツァルト）
- ネルソン・ミサ（ハイドン）
- ミサ曲ハ短調（ベートーヴェン）
- ピアノと合唱と管弦楽のための幻想曲（ベートーヴェン）
- ミサ曲第2番（シューベルト）
- ミサ曲第3番（シューベルト）
- ミサ曲第4番（シューベルト）
- ミサ曲第5番（シューベルト）
- ミサ曲第6番（シューベルト）
- テ デウム（ビゼー）、真夜中のミサ（シャルパンティエ）
- 聖チェチーリア荘厳ミサ曲（グノー）
- パストラール・ミサ（ケンプター）
- リナルド（リスト）
- ミサ曲第3番（ブルックナー）
- スタバート・マーテル（ドヴォルザーク）
- 森の歌（ショスタコーヴィッチ）
- MASS（バーンスタイン 司祭役）
- 火刑台のジャンヌダルク（オルフ テノール役）

など

### オペラ・コンサートの演出
- バスティエンとバスティエンヌ
- フィガロの結婚
- コジ・ファン・トゥッテ
- 魔笛
- ヘンゼルとグレーテル
- カルメン
- 天国と地獄
- こうもり（演奏会形式）
- バラの騎士
- メリー・ウィドウ
- ウェスト・サイド物語
- 愛の妙薬（ドニゼッティ）
- セロ弾きのゴーシュ（林光）
- シンデレラ（マスネ）

など

### 合唱の劇作品の演出
- カルメン（ビゼー）
- メリー・ウィドウ（レハール）
- ウェストサイド物語（バーンスタイン）
- レ・ミゼラブル（シェーンベルク）

### オペラ演技講座
- 多数